# Max von Portheim

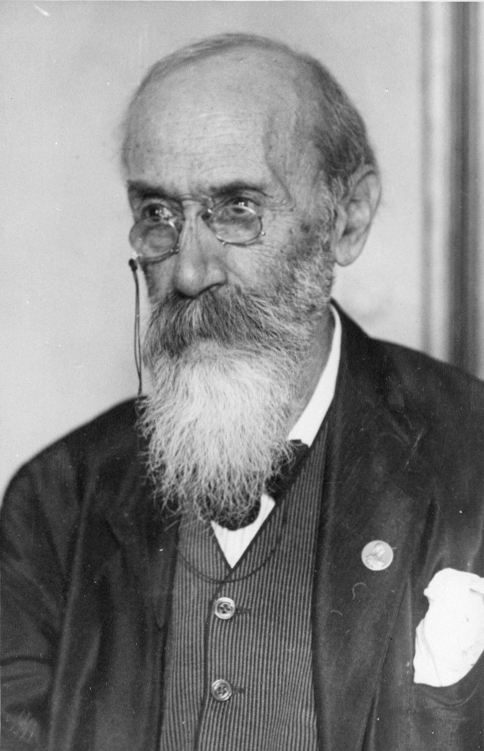
Max von Portheim

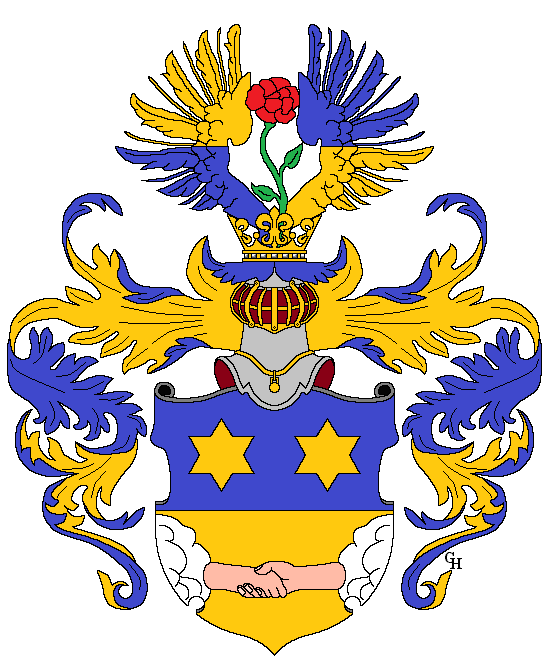
Das 1841 verliehene Wappen des Juda Porges Edlen von Portheim (1785–1869) und seiner Nachkommen.

Max von Portheim (eigentlich Max Porges Edler von Portheim, * 12. Mai 1857 in Prag; † 28. Jänner 1937 in Wien) war ein österreichischer Privatgelehrter, der sich als Geschichtsforscher und Sammler betätigte.

## Familie
Max Porges Edler von Portheim stammte aus einer weitverzweigten jüdischen Prager Familie. Gabriel Porges (1738–1824) war als Rabbiner in Prag tätig; seine Söhne, die beiden Großindustriellen Moses (1781–1870) und Juda Porges (1785–1869), wurden 1841 als „Edle von Portheim“ in den erblichen österreichischen Adelsstand erhoben. Die Eltern Max von Portheims waren Judas Sohn, Wilhelm Porges Edler von Portheim (1819–1873), und die aus Frankfurt stammende Bertha Goldschmidt (1829–1894).
Max von Portheim wurde als jüngstes Kind nach drei Schwestern geboren. Sein Onkel Eduard Porges von Portheim (1826–1907) wurde 1879 in den erblichen österreichischen Ritterstand erhoben.

## Leben und Sammeltätigkeit
Zunächst studierte Max von Portheim in Prag und Halle Chemie und Landwirtschaft, später Philosophie und Geschichte, ohne aber ein Studium abzuschließen.
Nach ausgedehnten Reisen ließ er sich 1893 in Wien nieder. Sobald Max von Portheim in Wien sesshaft geworden war, nahm er seine Sammeltätigkeit auf. Im Zentrum seines Interesses standen die Epochen Kaiserin Maria Theresias, Joseph des II. und dessen Nachfolger Leopold des II. Im Juni 1912 erwarb Portheim eine Villa in der Gatterburggasse 7. Großzügige Umbauten im ersten Stock schufen genug Platz für Bibliothek und Sammlungen. 1914 konnte Max von Portheim sein neues Domizil beziehen.
Max von Portheim wurde ein leidenschaftlicher Sammler von Urkunden, Kupferstichen, Porträts und vereinzelt auch Handschriften und kunstgewerblichen Gegenständen aus der Zeit Maria Theresias, Josefs II. und Leopolds II – und er sammelte Informationen. Ein Ergebnis dieser jahrzehntelang betriebenen Sammeltätigkeit ist der rund 450.000 bis 500.000 Zettel umfassende „Portheim-Katalog“.
Sein Interesse für Drucke aus dem 18. Jahrhundert führte Max von Portheim bald zur 1899 in Weimar gegründeten „Gesellschaft der Bibliophilen“.
Seit 1908 trat auch in Wien – ganz informell – „ein kleiner, erlesener Kreis von ... Bibliophilen“ zusammen, „um der Verbundenheit seiner Sammeltätigkeit durch Mitteilungen über Erwerbungen, Vorzeigen derselben, Diskussionen hierüber und Auskunftserteilungen hinreichend Ausdruck zu geben“. Man traf sich in unregelmäßigen Abständen – „ein- bis zweimal“ im Monat im Café Akademie (Ecke Getreidemarkt/Gumpendorfer Straße). Diese Runde war zwar nicht vereinsmäßig organisiert, von ihr ging jedoch der Anstoß zur Gründung der „Wiener Bibliophilen Gesellschaft“ im Jahre 1912 aus, der Max von Portheim allerdings nie als Mitglied angehörte.
Briefe Portheims, die in der Handschriftensammlung der Wienbibliothek aufbewahrt werden, zeigen Max von Portheim als zentrale Figur in der Sammler- und Bibliophilenszene Österreichs.
Eine besondere Freundschaft, die über Portheims Tod nachwirkte, verband ihn mit Gustav Gugitz. Gugitz war es, der „wohl als der Berufene Portheims Bibliothek für die Wiener Stadtbibliothek“  1938 bis 1945 katalogisierte. Ganz nebenbei entstand dabei der Entwurf zu seiner Wien-Bibliographie.

## Zettelkatalog
Portheims Opus magnum war sein Zettelkatalog. Grundlage dieses Zettelkataloges war zunächst Portheims eigene Bibliothek, die er zu diesem Zweck vollkommen durchgesehen hatte, später hat er ihn auch auf die einschlägigen Bestände fremder Bibliotheken ausgeweitet. Seinen Zeitgenossen galt er als der beste Kenner der josephischen Zeit. Paul von Mitrofanov, der Biograph Josephs II., konsultierte Portheim ebenso wie der Musikwissenschaftler Otto Erich Deutsch. Das Standardwerk „Deutsches Anonymen-Lexikon“ (Weimar, 1902–1928) von Michael Holzmann und Hanns Bohatta verdankt Portheims Katalog zahlreiche wertvolle Hinweise. Im Neuen Wiener Tagblatt war am 25. Oktober 1930 zu lesen: „Dieser Zettelkatalog ist es vor allem, aus dem viele Gelehrte aus allen Ländern der Welt, Kandidaten der verschiedenen Fakultäten, aus auswärtiger Institute und Museen immer wieder Nachrichten bezogen und ihr Material sammelten. Gelehrte aller Länder konnten ihre wissenschaftlichen Arbeiten oft nur mit Hilfe dieser eigenartigen Bildungsstätte zuwege bringen“. In Anbetracht der „jahrzehntelangen intensiven und entbehrungsreichen Arbeit“, die Max von Portheim der Erstellung seines Kataloges gewidmet hatte, hielt er ihn auch in materieller Hinsicht für wertvoller als seine gesamte Bibliothek.
Portheims gedrucktes Œuvre hingegen blieb auf zwei Werke beschränkt: die Trenck-Bibliographie (1912, gemeinsam mit Gustav Gugitz) und die „Materialien zu einer Sonnenfels-Biographie“, eine Gemeinschaftsarbeit mit dem Bibliothekar Michael Holzmann, die 1931, nach dessen Tod, in der „Zeitschrift für die Geschichte der Juden in der Tschechoslowakei“ veröffentlicht wurde.
Seit 1924 bemühte sich Max von Portheim mit Hilfe seines Vertrauten Dr. Ernst Weizmann, „infolge der ungünstigen Zeitverhältnisse und seines vorgerückten Alters“  seine gesamten Sammlungen zu veräußern, was zu seinen Lebzeiten allerdings nicht realisiert werden konnte.

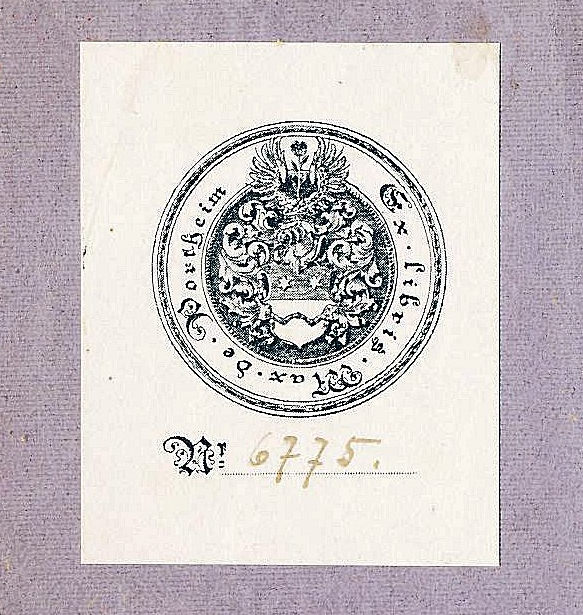
Max von Portheims Ex Libris

## Ende und Erbe

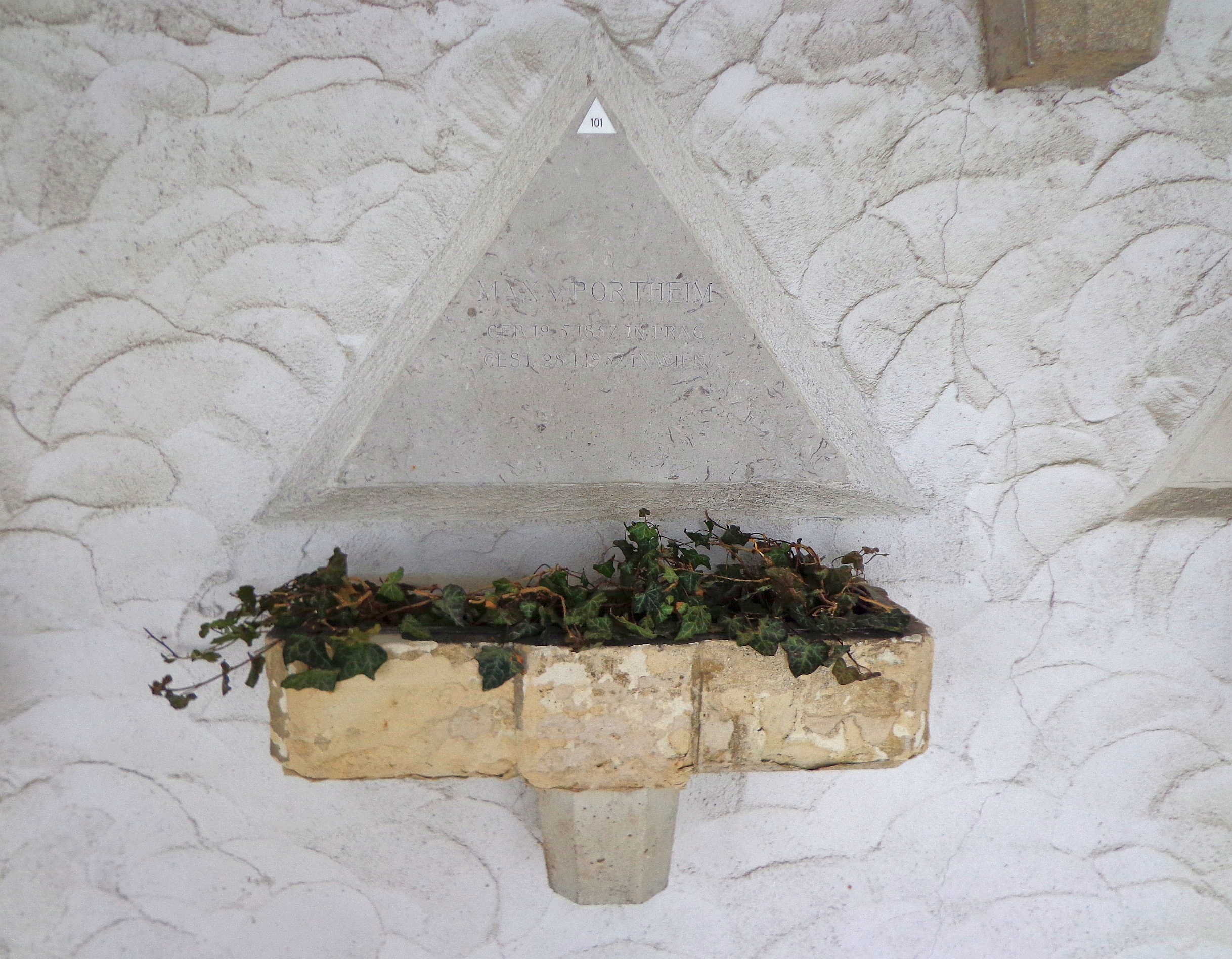
Feuerhalle Simmering – Urnengrab Max von Portheims

Am 28. Jänner 1937 erlag Max von Portheim in seiner Villa einem Schlaganfall. Wie er es sich in seinem Testament gewünscht hatte, wurde sein Leichnam in der Feuerhalle Simmering eingeäschert und die Urne dort beigesetzt (Linke Arkaden, Grab 101). Sein Grab zählt zu den ehrenhalber gewidmeten bzw. ehrenhalber in Obhut genommenen Grabstellen der Stadt Wien.
Portheim starb als wohlhabender Mann. Er war unverheiratet und kinderlos geblieben. Haupterbinnen waren daher die in Frankfurt lebenden Töchter bzw. die Enkeltochter seiner drei verstorbenen Schwestern. Seine Nichte Alice Feis und seine Großnichte Frieda Strauss erbten je ein Viertel, seine Nichte Leonie Mayer die Hälfte des „reinen Nachlasses“.
Ernst Weizmann gelang es noch 1937, die Verhandlungen wegen der Übernahme der Portheim-Sammlungen mit der Stadt Wien zu einem guten Abschluss zu bringen und die Wienbibliothek im Rathaus kann sich stolz schätzen, nicht zuletzt aufgrund der Kataloge und der Bibliothek Max von Portheims eine der ersten Adressen zur josephinischen Epoche zu sein.
Im Jahr 1959 wurde in Wien-Donaustadt (22. Bezirk) die Portheimgasse nach ihm benannt.

## Veröffentlichungen (Auswahl)
- Nachrichten über Convertiten im 18. Jahrhundert. In: Archiv für jüdische Familienforschung, Kunstgeschichte und Museumswesen, Jg. 2 (1916), Heft 4–6, S. 8–9 (Digitalisat).

## Ungedruckte Quellen
- Gerda Barth: Der Portheim-Katalog der Wiener Stadt- und Landesbibliothek. Vortrag, gehalten vor der Österreichischen Gesellschaft zur Erforschung des 18. Jahrhunderts, neu bearb. – Wien, ca. 1995
- Magistratsabteilung 37 – Baupolizei: Umbauplan bzw. Einreichungsplan, Gatterburggasse, EZ 866 aus 1912
- Wienbibliothek im Rathaus, Handschriftensammlung / Teilnachlass Gustav Gugitz
- Gustav Gugitz: Lebenslauf zum 80. Geburtstag verfasst, WBR / H.I.N. 203119:
- Wien Museum, Städtische Sammlungen, Prot. Nr. 1381/27
- Wienbibliothek im Rathaus, Hausarchiv:StS 1147/38, MA 9-811/52
- Wiener Stadt und Landesarchiv, Verlassenschaftsakt Max von Portheim